# Zé Mário (ur. 1949)
Zé Mário, właśc. José Mário de Almeida Barros (ur. 1 lutego 1949 w Rio de Janeiro) – brazylijski piłkarz i trener piłkarski.

## Kariera piłkarska

### Kariera klubowa
Od 1970 do 1982 występował w klubach Bonsucesso FC, CR Flamengo, Fluminense FC, CR Vasco da Gama i Portuguesa.

## Kariera trenerska
Karierę szkoleniowca rozpoczął w 1982 roku. Trenował kluby Botafogo, Figueirense, Ceará, Ferroviário, Flamengo-PI i Figueirense. W 1986 kierował młodzieżową reprezentację Iraku. Potem trenował Goiás, Al-Ain, Goiás, Al-Arabi, América i Al-Riyadh. Od 1995 do 1996 prowadził narodową reprezentację Arabii Saudyjskiej. W 1996 powrócił do Al-Riyadh, a następnie kierował katarskim Al-Sadd oraz japońskim Kashima Antlers. Od marca do czerwca 1998 prowadził narodową reprezentację Kataru. Po pracy z reprezentacją powrócił do Kashima Antlers. W 2000 powrócił do ojczyzny, gdzie pracował z klubami SC Internacional i Guarani FC. W latach 2003–2004 ponownie kierował azjatyckimi klubami Al-Ittifaq i Asz-Szabab Rijad, w 2005 po raz drugi prowadził Figueirense, po czym po raz kolejny wyjechał na Bliski Wschód, gdzie trenował Al-Wasl, Al-Arabi, Ajman Club i Al-Ittihad Kalba.

## Sukcesy i odznaczenia

### Sukcesy piłkarskie
- mistrz Campeonato Carioca: 1972, 1974, 1975, 1977
- zdobywca Taça Guanabara: 1972, 1974, 1975, 1977
- mistrz Torneio do Povo: 1972
- mistrz Torneio Internacional de Verão do Rio de Janeiro: 1972
- zdobywca Taça Cidade do Rio de Janeiro: 1973
- zdobywca Taça Rede Tupi de TV: 1973
- zdobywca Taça Doutor Manoel dos Reis e Silva: 1974
- zdobywca Taça Associação dos Servidores Civis do Brasil: 1974

### Sukcesy trenerskie
- mistrz Campeonato Goiano: 1987, 1981.
- zdobywca Pucharu Federacji Zjednoczonych Emiratów Arabskich: 1988.
- zdobywca Pucharu Emiru Kataru: 1992.
- zdobywca Pucharu Federacji Kataru: 1992.
- mistrz Kataru: 1993.
- zdobywca Pucharu Książę Herdeiro: 1994.
- mistrz Japonii: 1998.
- mistrz Torneio Vinã del Mar (Chile): 2001.
- zdobywca Pucharu Króla Faheda: 2004.
- zdobywca Pucharu Prezydenta Emiratów Arabskich: 2007.
- mistrz Zjednoczonych Emiratów Arabskich: 2007.